# City (Dortmund)

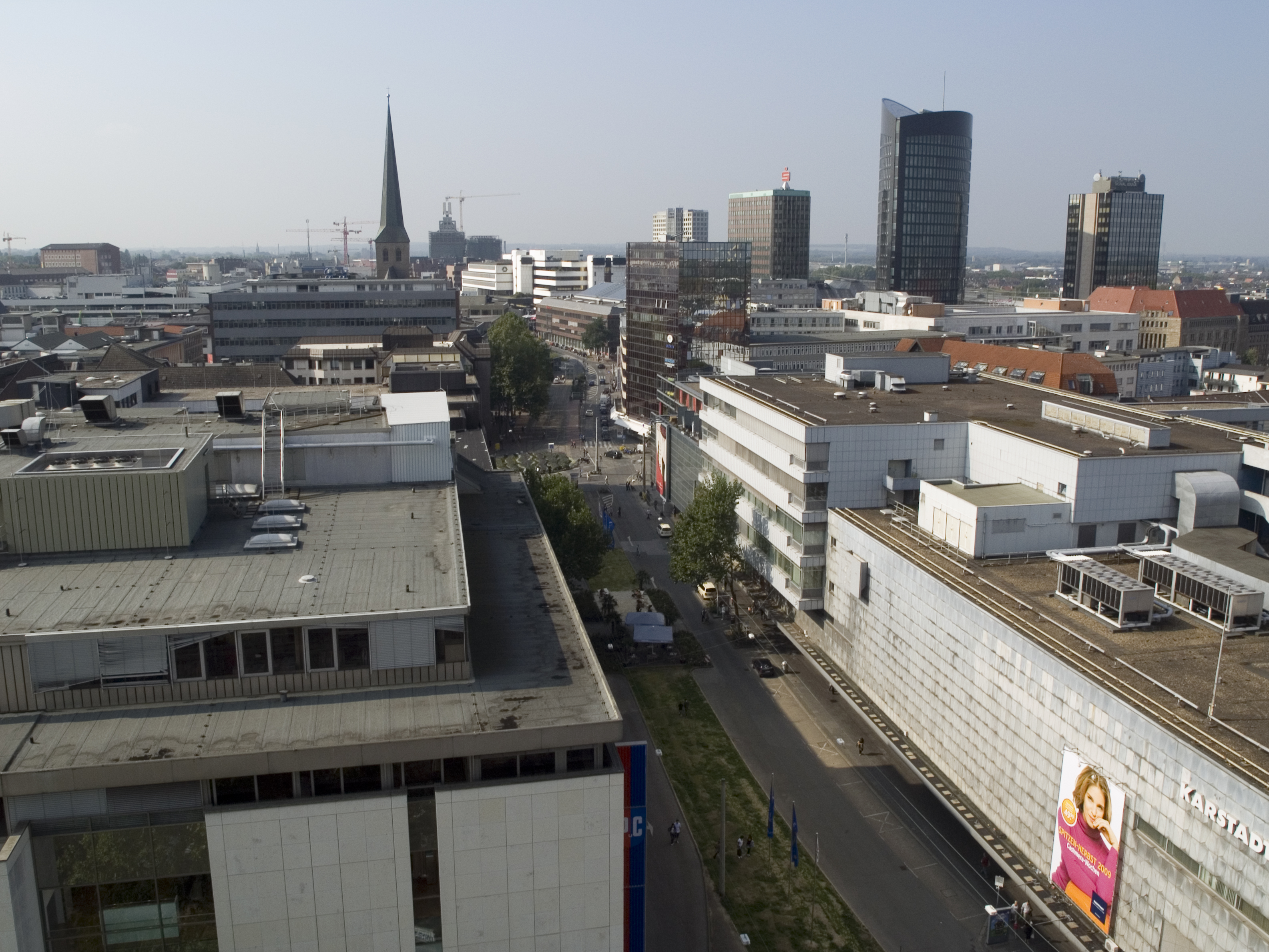
Skyline der Dortmunder City

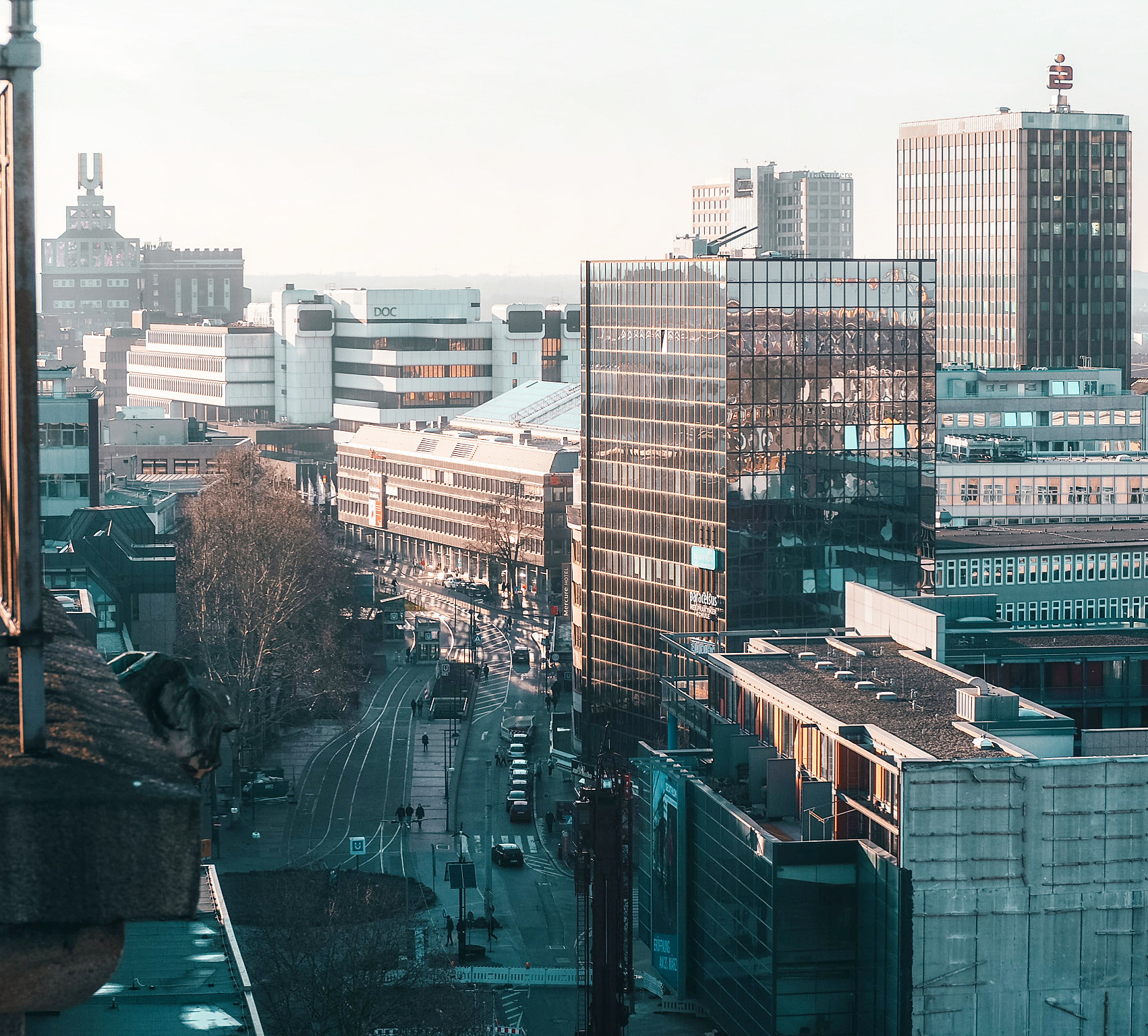
Kampstraße in der Dortmunder City

Die City ist ein statistischer Bezirk und ein Stadtteil des Dortmunder Stadtbezirks Innenstadt-West.
Der Stadtteil umfasst neben dem historischen Stadtzentrum Dortmunds (City-Ost und -West innerhalb der ehemaligen Wallanlagen) den statistischen Bezirk Cityring-West, der einen Großteil des sogenannten Klinikviertels umfasst sowie den statistischen Bezirk Cityring-Ost, zu welchem das Gebiet zwischen dem Wall und dem Heiligen Weg bzw. der Weißenburger Straße gehört.
Die geschleiften Wälle sind heute als mehrspurige Straßen ausgebaut. Innerhalb des historischen Areals befinden sich heute die meisten zentralen Einrichtungen der Stadt.
Der Stadtteil wird von West nach Ost durch die Einkaufsstraßen Westenhellweg und Ostenhellweg durchzogen. Die Kampstraße befindet sich gegenüber dem Westen- und Ostenhellweg.
Hier befinden sich folgende – auch touristisch bedeutsame – Punkte:
- Reinoldikirche
- Propsteikirche
- Marienkirche
- Alter Markt
- Willy-Brandt-Platz
- Hansaplatz
- Stadthaus Dortmund
- Museum Ostwall
- Museum für Kunst und Kulturgeschichte
- Adlerturm Dortmund
- Adler Apotheke

## Statistik
Stand: 31. Dezember 2018

### Statistische Unterbezirke
| Bezirk            | Einwohnerzahl |
| ----------------- | ------------- |
| 001 City-Ost      | 3271          |
| 002 City-West     | 875           |
| 003 Cityring-West | 3314          |
| 004 Cityring-Ost  | 2247          |
| Summe 01 City     | 9707          |

### Bevölkerungsstruktur
Struktur der Bevölkerung des statistischen Bezirkes City:
- Bevölkerungsanteil der unter 18-Jährigen: 9,7 % (Dortmunder Durchschnitt: 16,2 %)
- Bevölkerungsanteil der mindestens 65-Jährigen: 17,6 % (Dortmunder Durchschnitt: 20,2 %)
- Ausländeranteil: 36,4 % [Dortmunder Durchschnitt: 22,3 % (2024)][3]
- Arbeitslosenquote: 8,6 % (Dortmunder Durchschnitt: 9,8 %)

### Bevölkerungsentwicklung
| Jahr      | 1987 | 2003 | 2008 | 2013 | 2015 | 2016 | 2017 | 2018 | 2019 | 2020 | 2022   | 2024   |
| --------- | ---- | ---- | ---- | ---- | ---- | ---- | ---- | ---- | ---- | ---- | ------ | ------ |
| Einwohner | 9506 | 9011 | 8994 | 9337 | 9896 | 9660 | 9687 | 9707 | 9744 | 9743 | 10.208 | 10.620 |